# Cornelis Springer

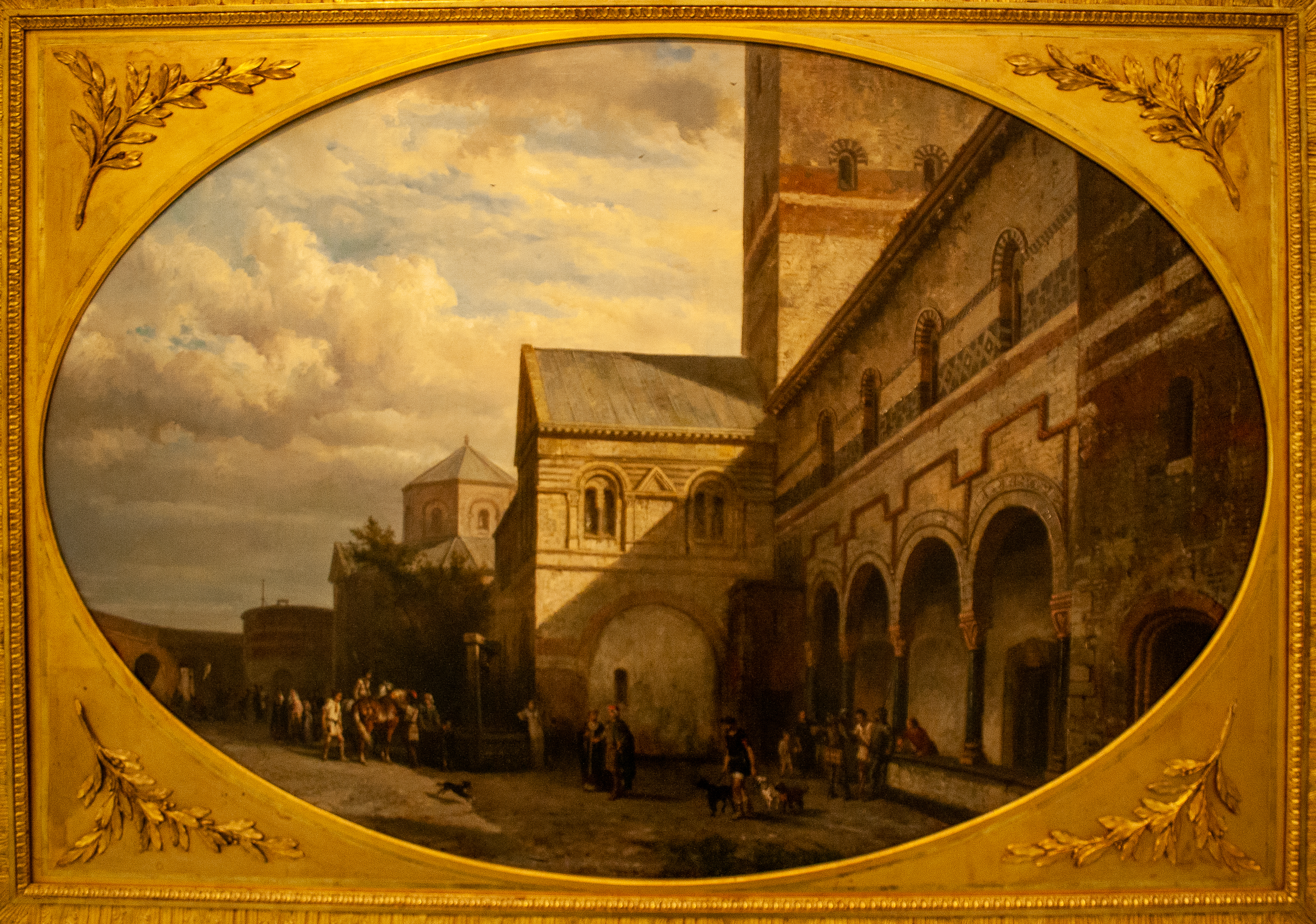
A nijmegeni Valkhof Nagy Károly idejében. Nemzeti romantikus fantázia-kép

Cornelis Springer (Amszterdam, 1817. május 25. — Hilversum, 1891. február 20.) 19. századi holland romantikus tájképfestő.

## Életútja
1817. május 25-én született Amszterdamban az ács William Springer (1778–1857) és felesége, Maria Elisabeth Doetzen (1777–1848) negyedik fiaként. A fiatal Cornelis festő-mázolói pályára készült. Iskolai tanulmányai befejezése után Andries de Witnél (1768–1842) tanulta ki a szakmát és tőle sajátította el az első művészeti ismeretei it. Nagy hatással volt rá bátyja, Hendrik Springer (1805–1867) aki hivatásos építész volt. Ő vezette be a perspektívikus ábrázolás és az építészet világába. Ez nagy hatással volt rá, hiszen műveinek többsége városkép, amelyeket országbeli és külföldi utazásai inspiráltak. Szabadidejében rengeteget festett és rajzolt s tehetségét korán felismerve rajziskolába küldték továbbtanulni.
Az amszterdami szépművészeti akadémián Jacobus van der Stok (1795–1864) és Herman Frederik Carel Ten Kate (1803–1856) tanítványa volt. 1835 és 1837 között Kasparus Karsennél tanult tovább, aki szintén a városképek nagy mestere volt. Pályája korai szakaszán többször is dolgozott Wouterus Verschuurral együtt, aki tájképeinek emberalakjait festette.
Az amszterdami Felix Meritis festőegyesület tagja lett és 1847-ben egy templombelsőt ábrázoló festményével aranyérmet szerzett. Elsősorban akvarelleket, rézkarcokat és grafikákat készített. Műveinek  1865-ben a belgiumi Leopold-renddel tüntették ki, majd 1878-ban Jozef Israëlsszel együtt meghívták tanácsosnak, hogy a holland közügyminisztériumot segítse az amszterdami Rijksmuseum kialakításában. Fia, Leonard Springer, kertépítő volt. Tanítványa volt Adrianus Eversen, Johan Adolph Rust és Johan Conrad Greive.

## Művei
Művei az amszterdami Rijksmuseumban, az amszterdami történeti múzeumban, a dordrechti múzeumban, az enkhuizeni Zuiderzeemuseumban, a nijmegeni Valkhofban, a twenthei Rijksmuseumban és a haarlemi Teylers Múzeumban láthatók. Munkái közül a jelentősebbek:
- Brémai vásártér (1864)
- Lübecki vásártér (1870)
- Az amszterdami Oudezijds Voorburgwal
- Az amszterdami Rokin és Langebrugsteeg (1894)
- A halberstadti városháza és piactér
- Zwollei templom és piactér
- Braunschweig piactere
- A Rajna mentén